# Villa Rustica (Halstock)
Die Villa Rustica bei Halstock  war ein römischer Gutshof (Villa rustica) auf dem Gebiet des heutigen Halstock, einem Dorf in der Grafschaft Dorset in Südwest-England.
Der römische Gutshof befindet sich in einem Tal am nördlichen Ende der nördlichen Dorset Downs, nahe an einer Quelle. In der Antike lag er rund fünf Kilometer westlich einer Römerstraße, die die römischen Städte Lindinis (Ilchester) und Durnovaria (Dorchester) verband.
Erste Untersuchungen der Reste fanden schon 1817 bis 1818 statt, wobei zwei große Mosaiken gefunden wurden. Weitere Ausgrabungen gab es im Jahr 1901. Systematisch wurde die Villa jedoch erst 1967 bis 1985 ausgegraben. Die Villa bestand aus einer Reihe von Bauten, die sich im Norden, Osten und Süden um einen großen Hof gruppieren. Die ältesten Reste datieren wahrscheinlich in das 2. Jahrhundert n. Chr. Münzen des Arcadius deuten an, dass sie bis in das 5. Jahrhundert in Betrieb war. Vor allem in einem Badegebäude am Ostflügel des Baues fanden sich zahlreiche Mosaiken, darunter ein etwa 10 × 3 Meter großer Boden. Alle Mosaiken sind mit geometrischen Mustern dekoriert. Sie sind heute zum Teil verloren, ins Museum gebracht worden oder wurden nach der Ausgrabung wieder zugeschüttet.